# Voetbal op de Olympische Jeugdzomerspelen 2014
Voetbal is een van de sporten die beoefend werden tijdens de Olympische Jeugdzomerspelen 2014 in Nanjing. De wedstrijden werden gespeeld van 14 tot en met 27 augustus in het Jiangning Sports Center en het Wutaishan Stadium (alleen vrouwen). Er was een jongens- en een meisjestoernooi. Er werd in beide toernooien gespeeld met zes landen, die verdeeld werden in twee groepen van drie. De top twee plaatste zich voor de halve finales.

## Kalender
| Augustus | 14 | 15 | 16 | 17 | 18 | 19 | 20 | 21 | 22 | 23 | 24 | 25 | 26 | 27 |
| -------- | -- | -- | -- | -- | -- | -- | -- | -- | -- | -- | -- | -- | -- | -- |
| Voetbal  |    |    |    |    |    |    |    |    |    |    |    |    | 1  | 1  |

## Medailles
| Onderdeel | Goud  | Zilver     | Brons   |
| --------- | ----- | ---------- | ------- |
| jongens   | Peru  | Zuid-Korea | IJsland |
| meisjes   | China | Venezuela  | Mexico  |

Atletiek · Badminton · Basketbal · Beachvolleybal · Boksen · Boogschieten · Gewichtheffen · Golf · Gymnastiek · Handbal · Hockey · Judo · Kanovaren · Moderne vijfkamp · Paardensport · Roeien · Rugby Sevens · Schermen · Schietsport · Schoonspringen · Taekwondo · Tafeltennis · Tennis · Triatlon · Voetbal · Wielersport · Worstelen · Zeilen · Zwemmen